# كونسويلو ألفاريز بول
كانت كونسويلو ألفاريز بول، والمعروفة باسمها المستعار «فيوليتا»، (برشلونة، 24 يوليو 1867-مدريد، 19 يناير 1959) كاتبة إسبانية، وصحفية، وسياسية، ونقابية، ومدافعة عن حق النساء في التصويت ونسوية. كانت ألفاريز بول عضوًا في أول منظمة للنساء العاملات في التلغراف في إسبانيا.

## النشاط والمشاركة

### النشاط
قالت كاتبة سيرة ألفاريز بول الذاتية والباحثة ومديرة متحف التلغراف والبريد فيكتوريا كريسبو غوتييريز:
«كانت كونسويلو ألفاريز بول جزءًا من الجيل الأول من عاملات التلغراف، وانتمت إليهنّ لأكثر من 40 عامًا. كانت كاتبة رائعة، وعضوًا في جيل 98 النسائي، ومدافعة عن حقوق المرأة، ومشاركة منتظمة في المؤتمرات واللقاءات الاجتماعية في نادي الأدب الثقافي بمدريد. كانت منشغلة طوال حياتها بالقضايا الاجتماعية، واتضح ذلك في كتاباتها ومشاركتها في المنظمات التمثيلية لموظفي التلغراف».
دافعت بنشاط عن حصول المرأة على التعليم بهدف تحقيق الاستقلال الاقتصادي بما يكفي لعدم اعتبار الزواج هو الوسيلة الأساسية الوحيدة للبقاء على قيد الحياة. كان دفاعها عن حق الطلاق، المعترف به في كتاباتها ومؤتمراتها، موضوع تحقيق ودراسة في الأطروحات الأكاديمية حينها. رافقت ألفاريز بول في هذه المعركة نساء أخريات مثل كارمن دي بورغوس، وكولومبين، وابنتها إستير أزكاراتي ألفاريز.
عبّرت ألفاريز بول عن تفكيرها المعادي لرجال الدين في الكتابة والمؤتمرات والمسيرات، واعتُرِفَ به في الصحافة في ذلك العصر، فاحتفلت النساء مثلًا في اجتماع النساء «المناهضات للفاتيكان» في كازينو شارع إسبارتيروس في مدريد، أو في التجمع النسوي الذي احتُفِل به في مسرح باربييري بمدريد في 4 يوليو 1910، أو المشاركة في دورة المؤتمر التي نظمها اتحاد موظفي الأعمال المصرفية والبورصة في مدريد في أكتوبر 1931، والتي دارت أطروحتها فيه حول «العلاقة الاجتماعية بين الدين والرأسمالية».

### المشاركة السياسية والثقافية
كانت ألفاريز بول مشاركة نشطة في الحياة الثقافية، وكانت تنتمي إلى نادي مدريد الثقافي (1907-1936)، حيث شاركت في المؤتمرات وحضرت التجمعات والمناظرات الأدبية. حافظت لفترة طويلة من حياتها على المراسلات مع زملائها الأدباء والسياسيين، وخاصة مع صديقها بينيتو بيريث جالدوس (الذي يوجد في منزله 7 بطاقات محفوظة من ألفاريز بول)، ورافائيل ساليناس، وبيلين دي ساراغا، وروزاريو دي أكونا، وخواكين كوستا، ومانويل أثانيا، وميغيل دي أونامونو، وسانتياغو ألبا من بين آخرين.
انخرطت ألفاريز بول بشكل كبير في السياسة، وكانت مرشحة عن الحزب الجمهوري الديمقراطي الاتحادي في انتخابات عام 1931 في مدريد، ولكنها لم تُنتخب. دافعت مع صديقتها كلارا كامبوامور من الحزب الراديكالي عن حق النساء في التصويت.
انتمت كونسويلو ألفاريز بول أيضًا إلى الماسونية، تحت الاسم الرمزي كوستا، إذ بدأ نشاطها في نزل التبني الإيبيري رقم 67 في عام 1910.
تعرضت ألفاريز بول للقمع والعقاب بسبب صراحتها خلال الحرب الأهلية. طبق النظام الفرانكوي قانون قمع الماسونية والشيوعية، الذي حكمت عليه المحكمة الخاصة لقمع الماسونية والشيوعية، والتي صوتت بأغلبية 480 صوتًا مقابل 44 ضد كونسويلو ألفاريز بول وحكمت عليها بالسجن لمدة 12 عامًا. أكملت ألفاريز بول عقوبتها بالسجن المؤقت نظرًا لسنها البالغ 77 عاما وحالتها الصحية المتدهورة للغاية.